# 井冈霉醇胺
井冈霉醇胺是一种含氮有机化合物，分子式C7H15NO5，属于一种氨基环醇，存在于链霉菌属的吸水链霉菌（Streptomyces hygroscopicus）中。